# ATC J01 – Szisztémás antibakteriális szerek
Az ATC J01 – Szisztémás antibakteriális szerek a gyógyszerek anatómiai, gyógyászati és kémiai osztályozási rendszerének (ATC) egyik alcsoportja.
| ATC J   | Szisztémás fertőzés elleni szerek                      |
| ------- | ------------------------------------------------------ |
| ATC J01 | Szisztémás antibakteriális szerek                      |
| ATC J02 | Szisztémás gombaellenes szerek                         |
| ATC J04 | Mikobaktériumok által okozott fertőzések elleni szerek |
| ATC J05 | Szisztémás vírusellenes szerek                         |
| ATC J06 | Immunszérumok és immunglobulinok                       |
| ATC J07 | Vakcinák                                               |

## J01A 	Tetracyclinek

### J01AATetraciklinek
| ATC     | Magyar                     | INN                        | Gyógyszerkönyv                   |
| ------- | -------------------------- | -------------------------- | -------------------------------- |
| J01AA01 | Demeklociklin              | Demeclocycline             | Demeclocyclini hydrochloridum    |
| J01AA02 | Doxiciklin                 | Doxycycline                | Doxycyclinum monohydricum        |
| J01AA03 | Klórtetraciklin            | Chlortetracycline          | Chlortetracyclini hydrochloridum |
| J01AA04 | Limeciklin                 | Lymecycline                | Lymecyclinum                     |
| J01AA05 | Metaciklin                 | Metacycline                |                                  |
| J01AA06 | Oxitetraciklin             | Oxytetracycline            | Oxytetracyclini hydrochloridum   |
| J01AA07 | Tetraciklin                | Tetracycline               | Tetracyclinum                    |
| J01AA08 | Minociklin                 | Minocycline                | Minocyclini hydrochloridum       |
| J01AA09 | Rolitetraciklin            | Rolitetracycline           |                                  |
| J01AA10 | Penimepiciklin             | Penimepicycline            |                                  |
| J01AA11 | Klomociklin                | Clomocycline               |                                  |
| J01AA12 | Tigeciklin                 | Tigecycline                |                                  |
| J01AA20 | Tetraciklin kombinációk    | Tetraciklin kombinációk    |                                  |
| J01AA56 | Oxitetraciklin kombinációk | Oxitetraciklin kombinációk |                                  |

## J01B 	Amfenikolok

### J01BAAmfenikolok
| ATC     | Magyar                  | INN                     | Gyógyszerkönyv                                                                 |
| ------- | ----------------------- | ----------------------- | ------------------------------------------------------------------------------ |
| J01BA01 | Kloramfenikol           | Chloramphenicol         | Chloramphenicolum, Chloramphenicoli natrii succinas, Chloramphenicoli palmitas |
| J01BA02 | Tiamfenikol             | Thiamphenicol           | Thiamphenicolum                                                                |
| J01BA52 | Tiamfenikol kombinációk | Tiamfenikol kombinációk |                                                                                |

## J01C 	Béta-laktám antibiotikumok, penicillinek

### J01CAHosszú hatású penicillinek
| ATC     | Magyar                  | INN                     | Gyógyszerkönyv                                                         |
| ------- | ----------------------- | ----------------------- | ---------------------------------------------------------------------- |
| J01CA01 | Ampicillin              | Ampicillin              | Ampicillinum anhydricum Ampicillinum natricum Ampicillinum trihydricum |
| J01CA02 | Pivampicillin           | Pivampicillin           | Pivampicillinum                                                        |
| J01CA03 | Karbenicillin           | Carbenicillin           | Carbenicillinum natricum                                               |
| J01CA04 | Amoxicillin             | Amoxicillin             | Amoxicillinum natricum Amoxicillinum trihydricum                       |
| J01CA05 | Karindacillin           | Carindacillin           |                                                                        |
| J01CA06 | Bakampicillin           | Bacampicillin           | Bacampicillini hydrochloridum                                          |
| J01CA07 | Epicillin               | Epicillin               |                                                                        |
| J01CA08 | Pivmecillinam           | Pivmecillinam           | Pivmecillinami hydrochloridum                                          |
| J01CA09 | Azlocillin              | Azlocillin              |                                                                        |
| J01CA10 | Mezlocillin             | Mezlocillin             |                                                                        |
| J01CA11 | Mecillinam              | Mecillinam              |                                                                        |
| J01CA12 | Piperacillin            | Piperacillin            | Piperacillinum Piperacillinum natricum                                 |
| J01CA13 | Tikarcillin             | Ticarcillin             | Ticarcillinum natricum                                                 |
| J01CA14 | Metampicillin           | Metampicillin           |                                                                        |
| J01CA15 | Talampicillin           | Talampicillin           |                                                                        |
| J01CA16 | Szulbenicillin          | Sulbenicillin           |                                                                        |
| J01CA17 | Temocillin              | Temocillin              |                                                                        |
| J01CA18 | Hetacillin              | Hetacillin              |                                                                        |
| J01CA19 | Aszpoxicillin           | Aspoxicillin            |                                                                        |
| J01CA20 | Kombinációk             | Kombinációk             |                                                                        |
| J01CA51 | Ampicillin, kombinációk | Ampicillin, kombinációk |                                                                        |

### J01CEBéta-laktamáz érzékeny penicillinek
| ATC     | Magyar                          | INN                                | Gyógyszerkönyv                                              |
| ------- | ------------------------------- | ---------------------------------- | ----------------------------------------------------------- |
| J01CE01 | Benzilpenicillin                | Benzylpenicillin                   | Benzylpenicillinum kalicum Benzylpenicillinum natricum      |
| J01CE02 | Fenoximetil-penicillin          | Phenoxymethylpenicillin            | Phenoxymethylpenicillinum Phenoxymethylpenicillinum kalicum |
| J01CE03 | Propicillin                     | Propicillin                        |                                                             |
| J01CE04 | Azidocillin                     | Azidocillin                        |                                                             |
| J01CE05 | Feneticillin                    | Pheneticillin                      |                                                             |
| J01CE06 | Penamcillin                     | Penamecillin                       |                                                             |
| J01CE07 | Klometocillin                   | Clometocillin                      |                                                             |
| J01CE08 | Benzatin benzil-penicillin      | Benzathine benzylpenicillin        | Benzylpenicillinum benzathinum                              |
| J01CE09 | Prokain benzil-penicillin       | Procaine benzylpenicillin          | Benzylpenicillinum procainum                                |
| J01CE10 | Benzatin fenoximetil-penicillin | Benzathine phenoxymethylpenicillin |                                                             |
| J01CE30 | Kombinációk                     | Kombinációk                        |                                                             |

### J01CFBéta-laktamáz rezisztens penicillinek
| ATC     | Magyar         | INN            | Gyógyszerkönyv                    |
| ------- | -------------- | -------------- | --------------------------------- |
| J01CF01 | Dikloxacillin  | Dicloxacillin  | Dicloxacillinum natricum          |
| J01CF02 | Kloxacillin    | Cloxacillin    | Cloxacillinum natricum            |
| J01CF03 | Meticillin     | Methicillin    |                                   |
| J01CF04 | Oxacillin      | Oxacillin      | Oxacillinum natricum monohydricum |
| J01CF05 | Flukloxacillin | Flucloxacillin | Flucloxacillinum natricum         |
| J01CF06 | Nafcillin      | Nafcillin      |                                   |

### J01CGBéta-laktamáz gátlók
| ATC     | Magyar     | INN        | Gyógyszerkönyv       |
| ------- | ---------- | ---------- | -------------------- |
| J01CG01 | Szulbaktám | Sulbactam  | Sulbactamum natricum |
| J01CG02 | Tazobaktám | Tazobactam |                      |

### J01CR Penicillinek kombinációi, beleértve a béta-laktamáz gátlókat
J01CR01 Ampicillin és enzim inhibitor
J01CR02 Amoxicillin és enzim inhibitor
J01CR03 Tikarcillin és enzim inhibitor
J01CR04 Szultamicillin
J01CR05 Piperacillin és enzim inhibitor
J01CR50 Penicillin kombinációk

## J01D 	Egyéb béta-laktám antibiotikumok

### J01DBElső generációs cefalosporinok
| ATC     | Magyar      | INN          | Gyógyszerkönyv                |
| ------- | ----------- | ------------ | ----------------------------- |
| J01DB01 | Cefalexin   | Cefalexin    | Cefalexinum monohydricum      |
| J01DB02 | Cefaloridin | Cefaloridine |                               |
| J01DB03 | Cefalotin   | Cefalotin    | Cefalotinum natricum          |
| J01DB04 | Cefazolin   | Cefazolin    | Cefazolinum natricum          |
| J01DB05 | Cefadroxil  | Cefadroxil   | Cefadroxilum monohydricum     |
| J01DB06 | Cefazedon   | Cefazedone   |                               |
| J01DB07 | Cefatrizin  | Cefatrizine  | Cefatrizinum propylenglycolum |
| J01DB08 | Cefapirin   | Cefapirin    | Cefapirinum natricum          |
| J01DB09 | Cefradin    | Cefradin     | Cefradinum                    |
| J01DB10 | Cefacetril  | Cefacetrile  |                               |
| J01DB11 | Cefroxadin  | Cefroxadine  |                               |
| J01DB12 | Ceftezol    | Ceftezole    |                               |

### J01DCMásodik generációs cefalosporinok
| ATC     | Magyar       | INN           | Gyógyszerkönyv                           |
| ------- | ------------ | ------------- | ---------------------------------------- |
| J01DC01 | Cefoxitin    | Cefoxitin     | Cefoxitinum natricum                     |
| J01DC02 | Cefuroxim    | Cefuroxim     | Cefuroximum axetili Cefuroximum natricum |
| J01DC03 | Cefamandol   | Cefamandol    | Cefamandoli nafas                        |
| J01DC04 | Cefaklór     | Cefaclor      | Cefaclorum                               |
| J01DC05 | Cefotetán    | Cefotetan     |                                          |
| J01DC06 | Cefonicid    | Cefonicide    |                                          |
| J01DC07 | Cefotiám     | Cefotiam      |                                          |
| J01DC08 | Lorakarbef   | Loracarbef    |                                          |
| J01DC09 | Cefmetazol   | Cefmetazole   |                                          |
| J01DC10 | Cefprozil    | Cefprozil     |                                          |
| J01DC11 | Ceforanid    | Ceforanide    |                                          |
| J01DC12 | Cefminox     | Cefminox      |                                          |
| J01DC13 | Cefbuperazon | Cefbuperazone |                                          |
| J01DC14 | Flomoxef     | Flomoxef      |                                          |

### J01DDHarmadik generációs cefalosporinok
| ATC     | Magyar                   | INN                      | Gyógyszerkönyv             |
| ------- | ------------------------ | ------------------------ | -------------------------- |
| J01DD01 | Cefotaxim                | Cefotaxime               | Cefotaximum natricum       |
| J01DD02 | Ceftazidim               | Ceftazidime              | Ceftazidimum pentahydricum |
| J01DD03 | Cefszulodin              | Cefsulodin               |                            |
| J01DD04 | Ceftriaxon               | Ceftriaxone              | Ceftriaxonum natricum      |
| J01DD05 | Cefmenoxim               | Cefmenoxime              |                            |
| J01DD06 | Latamoxef                | Latamoxef                |                            |
| J01DD07 | Ceftizoxim               | Ceftizoxime              |                            |
| J01DD08 | Cefixim                  | Cefixim                  | Cefiximum                  |
| J01DD09 | Cefodizim                | Cefodizime               |                            |
| J01DD10 | Cefetamet                | Cefetamet                |                            |
| J01DD11 | Cefpiramid               | Cefpiramide              |                            |
| J01DD12 | Cefoperazon              | Cefoperazone             | Cefoperazonum natricum     |
| J01DD13 | Cefpodoxim               | Cefpodoxime              |                            |
| J01DD14 | Ceftibutén               | Ceftibuten               |                            |
| J01DD15 | Cefdinir                 | Cefdinir                 |                            |
| J01DD16 | Cefditorén               | Cefditoren               |                            |
| J01DD17 | Cefkapén                 | Cefcapene                |                            |
| J01DD54 | Ceftriaxon, kombinációk  | Ceftriaxon, kombinációk  |                            |
| J01DD62 | Cefoperazon, kombinációk | Cefoperazon, kombinációk |                            |

### J01DE Negyedik generációs cefalosporinok
| ATC     | Magyar     | INN        | Gyógyszerkönyv                         |
| ------- | ---------- | ---------- | -------------------------------------- |
| J01DE01 | Cefepim    | Cefepim    | Cefepimi dihydrochloridum monohydricum |
| J01DE02 | Cefpirom   | Cefpirome  |                                        |
| J01DE03 | Cefozoprán | Cefozopran |                                        |

### J01DFMonobaktámok
| J01DF01 Aztreonám | Aztreonam |
| J01DF02 Karumonám | Carumonam |

### J01DHKarbapenémek
| ATC     | Magyar                  | INN                     | Gyógyszerkönyv |
| ------- | ----------------------- | ----------------------- | -------------- |
| J01DH02 | Meropeném               | Meropenem               |                |
| J01DH03 | Ertapeném               | Ertapenem               |                |
| J01DH04 | Doripeném               | Doripenem               |                |
| J01DH05 | Biapeném                | Biapenem                |                |
| J01DH51 | Imipeném és enzimgátló  | Imipeném és enzimgátló  | Imipenemum     |
| J01DH55 | Panipeném és betamipron | Panipeném és betamipron |                |

### J01DI Egyéb cefalosporinok és penémek
| ATC     | Magyar                | INN                    | Gyógyszerkönyv |
| ------- | --------------------- | ---------------------- | -------------- |
| J01DI01 | Ceftobiprol medokaril | Ceftobiprole medocaril |                |
| J01DI02 | Ceftarolin fozamil    | Ceftaroline fosamil    |                |
| J01DI03 | Faropeném             | Faropenem              |                |

## J01E 	Szulfonamidok és trimetoprim

### J01EATrimetoprim és származékai
| ATC     | Magyar      | INN         | Gyógyszerkönyv                      |
| ------- | ----------- | ----------- | ----------------------------------- |
| J01EA01 | Trimetoprim | Trimetoprim | Trimethoprimum, Trimipramini maleas |
| J01EA02 | Brodimoprim | Brodimoprim |                                     |
| J01EA03 | Iclaprim    | Iclaprim    |                                     |

### J01EBRövid hatástartamú szulfonamidok
| ATC     | Magyar            | INN              | Gyógyszerkönyv  |
| ------- | ----------------- | ---------------- | --------------- |
| J01EB01 | Szulfaizodimidin  | Sulfaisodimidine |                 |
| J01EB02 | Szulfametizol     | Sulfamethizole   | Sulfamethizolum |
| J01EB03 | Szulfadimidin     | Sulfadimidine    | Sulfadimidinum  |
| J01EB04 | Szulfapiridin     | Sulfapyridine    |                 |
| J01EB05 | Szulfafurazol     | Sulfafurazole    | Sulfafurazolum  |
| J01EB06 | Szulfanil-amid    | Sulfanilamide    | Sulfanilamidum  |
| J01EB07 | Szulfatiazol      | Sulfathiazole    | Sulfathiazolum  |
| J01EB08 | Szulfatiokarbamid | Sulfathiourea    |                 |
| J01EB20 | Kombinációk       | Kombinációk      |                 |

### J01ECKözepes hatástartamú szulfonamidok
| ATC     | Magyar          | INN              | Gyógyszerkönyv    |
| ------- | --------------- | ---------------- | ----------------- |
| J01EC01 | Szulfametoxazol | Sulfamethoxazole | Sulfamethoxazolum |
| J01EC02 | Szulfadiazin    | Sulfadiazine     | Sulfadiazinum     |
| J01EC03 | Szulfamoxol     | Sulfamoxole      |                   |
| J01EC20 | Kombinációk     | Kombinációk      |                   |

### J01EDHosszú hatású szulfonamidok
| ATC     | Magyar                | INN                    | Gyógyszerkönyv |
| ------- | --------------------- | ---------------------- | -------------- |
| J01ED01 | Szulfadimetoxin       | Sulfadimethoxine       |                |
| J01ED02 | Szulfalén             | Sulfalene              |                |
| J01ED03 | Szulfametomidin       | Sulfametomidine        |                |
| J01ED04 | Szulfametoxidiazin    | Sulfametoxydiazine     |                |
| J01ED05 | Szulfametoxipiridazin | Sulfamethoxypyridazine |                |
| J01ED06 | Szulfaperin           | Sulfaperin             |                |
| J01ED07 | Szulfamerazin         | Sulfamerazine          | Sulfamerazinum |
| J01ED08 | Szulfafenazol         | Sulfaphenazole         |                |
| J01ED09 | Szulfamazon           | Sulfamazon             |                |
| J01ED20 | Kombinációk           | Kombinációk            |                |

### J01EE 	Szulfonamidok és trimetoprim kombinációi, beleértve a származékokat
J01EE01 Szulfametoxazol és trimetoprim
J01EE02 Szulfadiazin és trimetoprim
J01EE03 Szulfametrol és trimetoprim
J01EE04 Szulfamoxol és trimetoprim
J01EE05 Szulfadimidin és trimetoprim
J01EE06 Szulfadiazin és tetroxoprim
J01EE07 Szulfamerazin és trimetoprim

## J01FMakrolidok, linkózamidok és streptograminok

### J01FAMakrolidok
| ATC     | Magyar         | INN            | Gyógyszerkönyv |
| ------- | -------------- | -------------- | --- |
| J01FA01 | Eritromicin    | Erythromycin   | Erythromycinum, Erythromycini estolas, Erythromycini ethylsuccinas, Erythromycini lactobionas, Erythromycini stearas |
| J01FA02 | Spiramicin     | Spiramycin     | Spiramycinum |
| J01FA03 | Midekamicin    | Midecamycin    | |
| J01FA05 | Oleandomicin   | Oleandomycin   | |
| J01FA06 | Roxitromicin   | Roxitromicin   | Roxithromycinum |
| J01FA07 | Jozamicin      | Josamycin      | Josamycinum, Josamycini propionas                                                                                    |
| J01FA08 | Troleandomicin | Troleandomycin | |
| J01FA09 | Klaritromicin  | Clarithromycin | Clarithromycinum |
| J01FA10 | Azitromicin    | Azithromycin   | Azithromycinum |
| J01FA11 | Miocamicin     | Miocamycin     | |
| J01FA12 | Rokitamicin    | Rokitamycin    | |
| J01FA13 | Diritromicin   | Diritromicin   | Dirithromycinum |
| J01FA14 | Fluritromicin  | Flurithromycin | |
| J01FA15 | Telitromicin   | Telithromycin  | |

### J01FFLinkózamidok
| ATC     | Magyar      | INN         | Gyógyszerkönyv                                     |
| ------- | ----------- | ----------- | -------------------------------------------------- |
| J01FF01 | Klindamicin | Klindamicin | Clindamycini hydrochloridum, Clindamycini phosphas |
| J01FF02 | Lincomicin  | Lincomycin  | Lincomycini hydrochloridum                         |

### J01FGSztreptograminok
| ATC     | Magyar                      | INN                        | Gyógyszerkönyv |
| ------- | --------------------------- | -------------------------- | -------------- |
| J01FG01 | Prisztinamicin              | Pristinamycin              |                |
| J01FG02 | Kinuprisztin/ dalfoprisztin | Quinupristin/ dalfopristin |                |

## J01GAminoglikozidok

### J01GASztreptomicinek
| ATC     | Magyar         | INN           | Gyógyszerkönyv       |
| ------- | -------------- | ------------- | -------------------- |
| J01GA01 | Sztreptomicin  | Streptomycin  | Streptomycini sulfas |
| J01GA02 | Sztreptoduocin | Streptoduocin |                      |

### J01GBMás aminoglikozidok
| ATC     | Magyar       | INN          | Gyógyszerkönyv               |
| ------- | ------------ | ------------ | ---------------------------- |
| J01GB01 | Tobramicin   | Tobramicin   | Tobramycinum                 |
| J01GB03 | Gentamicin   | Gentamicin   | Gentamicini sulfas           |
| J01GB04 | Kanamicin    | Kanamicin    | Kanamycini monosulfas        |
| J01GB05 | Neomicin     | Neomycin     | Neomycini sulfas             |
| J01GB06 | Amikacin     | Amikacin     | Amikacinum, Amikacini sulfas |
| J01GB07 | Netilmicin   | Netilmicin   | Netilmicini sulfas           |
| J01GB08 | Szizomicin   | Sisomicin    |                              |
| J01GB09 | Dibekacin    | Dibekacin    |                              |
| J01GB10 | Ribostamicin | Ribostamycin |                              |
| J01GB11 | Izepamicin   | Isepamicin   |                              |

## J01MKinolonok

### J01MAFluorokinolonok
| ATC     | Magyar        | INN           | Gyógyszerkönyv                                 |
| ------- | ------------- | ------------- | ---------------------------------------------- |
| J01MA01 | Ofloxacin     | Ofloxacin     | Ofloxacinum                                    |
| J01MA02 | Ciprofloxacin | Ciprofloxacin | Ciprofloxacinum, Ciprofloxacini hydrochloridum |
| J01MA03 | Pefloxacin    | Pefloxacin    | Pefloxacini mesilas dihydricus                 |
| J01MA04 | Enoxacin      | Enoxacin      |                                                |
| J01MA05 | Temafloxacin  | Temafloxacin  |                                                |
| J01MA06 | Norfloxacin   | Norfloxacin   | Norfloxacinum                                  |
| J01MA07 | Lomefloxacin  | Lomefloxacin  |                                                |
| J01MA08 | Fleroxacin    | Fleroxacin    |                                                |
| J01MA09 | Sparfloxacin  | Sparfloxacin  |                                                |
| J01MA10 | Rufloxacin    | Rufloxacin    |                                                |
| J01MA11 | Grepafloxacin | Grepafloxacin |                                                |
| J01MA12 | Levofloxacin  | Levofloxacin  |                                                |
| J01MA13 | Trovafloxacin | Trovafloxacin |                                                |
| J01MA14 | Moxifloxacin  | Moxifloxacin  |                                                |
| J01MA15 | Gemifloxacin  | Gemifloxacin  |                                                |
| J01MA16 | Gatifloxacin  | Gatifloxacin  |                                                |
| J01MA17 | Prulifloxacin | Prulifloxacin |                                                |
| J01MA18 | Pazufloxacin  | Pazufloxacin  |                                                |
| J01MA19 | Garenoxacin   | Garenoxacin   |                                                |
| J01MA21 | Szitafloxacin | Sitafloxacin  |                                                |

### J01MBEgyéb kinolonok
| ATC     | Magyar       | INN            | Gyógyszerkönyv                 |
| ------- | ------------ | -------------- | ------------------------------ |
| J01MB01 | Rosoxacin    | Rosoxacin      |                                |
| J01MB02 | Nalidixsav   | Nalidixic acid | Acidum nalidixicum             |
| J01MB03 | Piromidinsav | Piromidic acid |                                |
| J01MB04 | Pipemidinsav | Pipemidic acid | Acidum pipemidicum trihydricum |
| J01MB05 | Oxolinsav    | Oxolinic acid  | Acidum oxolinicum              |
| J01MB06 | Cinoxacin    | Cinoxacin      |                                |
| J01MB07 | Flumekin     | Flumequine     | Flumequinum                    |

## J01RAntibakteriális szerek kombinációi

### J01RAAntibakteriális szerek kombinációi
J01RA01 Penicillinek, kombinációk más antibakteriális szerekkel
J01RA02 Szulfonamidok, kombinációk más antibakteriális szerekkel (kivéve a trimetoprimot)
J01RA03 Cefuroxim, kombinációk más antibakteriális szerekkel
J01RA04 Spiramicin, kombinációk más antibakteriális szerekkel
J01RA05 Levofloxacin és ornidazol
J01RA06 Cefepim és amikacin
J01RA07 Azitromicin, flukonazol és szeknidazol
J01RA08 Tetraciklin és oleandomicin
J01RA09 Ofloxacin és ornidazol
J01RA10 Ciprofloxacin és metronidazol
J01RA11 Ciprofloxacin és tinidazol
J01RA12 Ciprofloxacin és ornidazol
J01RA13 Norfloxacin és tinidazol

## J01XEgyéb antibakteriális szerek

### J01XAGlikopeptidantibakteriális szerek
| ATC     | Magyar      | INN         | Gyógyszerkönyv             |
| ------- | ----------- | ----------- | -------------------------- |
| J01XA01 | Vankomicin  | Vancomycin  | Vancomycini hydrochloridum |
| J01XA02 | Teikoplanin | Teikoplanin |                            |
| J01XA03 | Telavancin  | Telavancin  |                            |
| J01XA04 | Dalbavancin | Dalbavancin |                            |
| J01XA05 | Oritavancin | Oritavancin |                            |

### J01XBPolimixinek
| ATC     | Magyar      | INN         | Gyógyszerkönyv      |
| ------- | ----------- | ----------- | ------------------- |
| J01XB01 | Kolisztin   | Colistin    | Colistini sulfas    |
| J01XB02 | Polimixin B | Polymyxin B | Polymyxini B sulfas |

### J01XCSzteroid antibakteriális szerek
| ATC     | Magyar     | INN          | Gyógyszerkönyv   |
| ------- | ---------- | ------------ | ---------------- |
| J01XC01 | Fuzidinsav | Fusidic acid | Acidum fusidicum |

### J01XDImidazolszármazékok
| ATC     | Magyar       | INN           | Gyógyszerkönyv                        |
| ------- | ------------ | ------------- | ------------------------------------- |
| J01XD01 | Metronidazol | Metronidazole | Metronidazolum, Metronidazoli benzoas |
| J01XD02 | Tinidazol    | Tinidazole    | Tinidazolum                           |
| J01XD03 | Ornidazol    | Ornidazole    |                                       |

### J01XENitrofurán származékok
| ATC     | Magyar                       | INN                          | Gyógyszerkönyv   |
| ------- | ---------------------------- | ---------------------------- | ---------------- |
| J01XE01 | Nitrofurantoin               | Nitrofurantoin               | Nitrofurantoinum |
| J01XE02 | Nifurtoinol                  | Nifurtoinol                  |                  |
| J01XE03 | Furazidin                    | Furazidin                    |                  |
| J01XE51 | Nitrofurantoin kombinációban | Nitrofurantoin kombinációban |                  |

### J01XXEgyéb antibakteriális szerek
| ATC     | Magyar        | INN           | Gyógyszerkönyv                                                        |
| ------- | ------------- | ------------- | --------------------------------------------------------------------- |
| J01XX01 | Foszfomicin   | Fosfomycin    | Fosfomycinum calcicum, Fosfomycinum natricum, Fosfomycinum trometamol |
| J01XX02 | Xibornol      | Xibornol      |                                                                       |
| J01XX03 | Klofoktol     | Clofoctol     |                                                                       |
| J01XX04 | Spektinomicin | Spectinomycin | Spectinomycini dihydrochloridum pentahydricum                         |
| J01XX05 | Meténamin     | Methenamine   | Methenaminum                                                          |
| J01XX06 | Mandulasav    | Mandelic acid |                                                                       |
| J01XX07 | Nitroxolin    | Nitroxoline   |                                                                       |
| J01XX08 | Linezolid     | Linezolid     |                                                                       |
| J01XX09 | Daptomicin    | Daptomycin    |                                                                       |
| J01XX10 | Bacitracin    | Bacitracin    | Bacitracinum, Bacitracinum zincum                                     |